# Канал Маямі — Ері
Маямі — Ері (англ. Miami and Erie Canal) — колишній судноплавний канал у США, у штаті Огайо. Один з двох великих каналів штату (інший — Огайо — Ері). Мав довжину 441 км, пролягав від Цинциннаті до Толедо, створюючи водний шлях між річкою Огайо та озером Ері. Будівництво каналу було розпочато у 1825 році і було завершено в 1845 році. На піку розвитку на каналі було 19 акведуків, три запобіжних шлюзи, 103 шлюзи, кілька каналів подачі та кілька штучних водосховищ. Канал підіймався на 395 футів (120 м) над озером Ері та на 513 футів (156 м) над річкою Огайо, досягаючи топографічної вершини під назвою вершина Лорамі. На каналі проходили човни довжиною до 24 м, які буксирувалися уздовж каналу мулами, кіньми та волами, що йшли по спеціальній буксирній доріжці вздовж берега зі швидкістю 4 — 5 миль на годину.
Через конкуренцію з боку залізниць, що їх почали будувати у цьому регіоні в 1850-х роках, комерційне використання каналу поступово занепало наприкінці 19 століття. Його припинили використовувати з комерційною метою у 1913 році після пошкодження його під час великої повені в Огайо. На сьогодні (2020-і роки) збереглася лише невелика частина каналу разом із його буксирною доріжкою та шлюзами.